# Chata Ropička

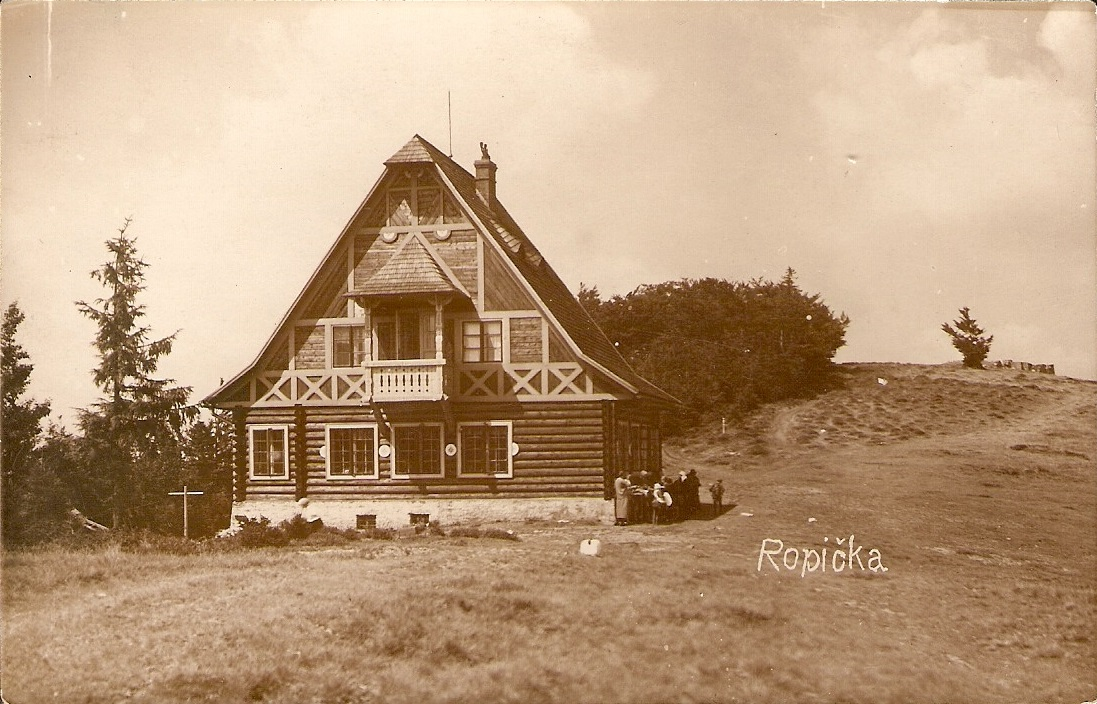
Schronisko przed rozbudową z 1936. Na szczycie Ropiczki widoczne pozostałości polskiego schroniska z lat 1913–1918

Rezidence Ropička (d. Chata Ropička, Bezručova chata) – dawne schronisko turystyczne, obecnie obiekt noclegowy położony w Beskidzie Morawsko-Śląskim w Czechach. Budynek znajduje się na wysokości 900 m n.p.m. na południe od szczytu Ropiczki (918 m n.p.m.) w pasmie Ropicy, w granicach administracyjnych Morawki (Morávka).

## Historia
Obiekt powstał w pobliżu miejsca, w którym do 1918 roku znajdowało się spalone schronisko PTT „Beskid”. Teren ten został zakupiony przez ostrawski oddział Klubu Czeskich Turystów. W okresie od 25 maja do 5 października 1924 roku wybudowano niewielki drewniany budynek na kamiennej podmurówce według projektu architekta Jaro Čermáka z Mistku, projektanta pobliskiego schroniska na Praszywej. Budynek kilkakrotnie przebudowywano, w tym w roku 1936, kiedy nadano mu uproszczoną formę alpejskiego szlaletu. W latach 30. XX wieku obiekt nosił nazwę Bezručova chata na cześć Petra Bezruča
Początkowo do dyspozycji turystów przeznaczono skromną salę restauracyjną oraz cztery pokoje z łącznie 14 miejscami noclegowymi na łóżkach. Z czasem liczba oferowanych noclegów zwiększała się. Przytaczano, że schronisko posiadało także 15 miejsc awaryjnych oraz że dysponowało 26 łóżkami w ośmiu izbach. Po dobudowaniu dodatkowego domku przeznaczonego na noclegi zbiorowe liczba miejsc noclegowych wzrosła do 54.
Po zajęciu Zaolzia schronisko początkowo zajęte było przez wojsko. W marcu 1939 r. oddano je w zarząd trzynieckiego koła Oddziału Polskiego Towarzystwa Tatrzańskiego w Cieszynie. Ustępujący czeski najemca ogołocił je z wyposażenia, wobec czego w przeddzień wybuchu II wojny światowej wymagało remontu i oferowało jedynie 20 miejsc noclegowych.
Po zakończeniu działań zbrojnych do 1950 roku budynek był własnością Klubu Czechosłowackich Turystów. Następnie znajdował się w gestii państwowego przedsiębiorstwa Restaurace a jídelny, a później także zakładów pracy (kopalni Ostravsko-karvinské doly oraz fabryki Kancelářské stroje z Brna). Ostatnie przedsiębiorstwo wzniosło przy chacie niedostosowaną stylem przybudówkę, jednak sam obiekt został znacznie zaniedbany. Przez ten okres chata była niedostępna dla turystów. Od końca XX wieku do 2008 roku obiekt miał licznych gospodarzy, którzy udostępniali go dla ruchu turystycznego. Ostatecznie został zamknięty w 2008 roku, a nowy właściciel rozpoczął jego remont.

## Warunki
Aktualnie obiekt posiada 22 miejsca noclegowe, jednak jest do wynajęcia wyłącznie w całości i nie świadczy indywidualnych usług noclegowych. Poza sezonem zimowym w budynku funkcjonuje bufet, otwarty w weekendy (sobota–niedziela).

## Szlaki turystyczne
- Dobratice pod Prašivou – Chata Prašivá – Chata na Kotaři – Ropiczka (918 m n.p.m.) – Velký Lipový (999 m n.p.m.) – Ropica (1082 m n.p.m.) – Kolářova chata Slavíč – Úspolka (przyst. aut)
- Morawka (przyst. aut) – Ropiczka (918 m n.p.m.) – Ligotka Kameralna